# Desmiphora lanuginosa
Desmiphora lanuginosa là một loài bọ cánh cứng trong họ Cerambycidae.